# Vuelo 282 de West Wind Airlines
El  Vuelo 282 de West Wind Airlines fue un vuelo doméstico de pasajeros desde el aeropuerto de Fond-du-Lac hasta el aeropuerto de Stony Rapids, Canadá, hacia el Aeropuerto de Stony Rapids, El avión era un ATR 42-320 registrado C-GWEA. El 13 de diciembre de 2017, poco después de despegar de Fond-du-Lac, el ATR-42 perdió altura y chocó contra el suelo. Los 25 pasajeros y la tripulación sobrevivieron inicialmente al accidente, pero un pasajero murió más tarde a causa de sus heridas en el hospital.

## Aeronave y tripulación
El avión era un ATR-42 y estaba equipado con dos motores turbohélice PW121 producidos por Pratt & Whitney Canada. El avión entró en servicio en 1991 con West Wind, y luego fue transferido a algunos operadores, incluidos Zambia Airways, United Nations y Fly540. El avión se unió a la flota de West Wind Aviation en 2012 y tenía 26,8 años en el momento del accidente. Este tipo de aeronave se ha asociado anteriormente con accidentes debido a la formación de hielo en el ala en climas helados. El accidente más notable fue Vuelo 4184 de American Eagle. Los expertos dicen que los cambios en los procedimientos y sistemas de las aeronaves han resuelto el problema.
La tripulación de vuelo estaba formada por dos capitanes. El comandante había estado en la aerolínea en 2010 y tenía 5.990 horas de vuelo, incluidas 1.500 horas en el ATR 42. El copiloto estaba en la aerolínea desde 2000 y tenía 15.769 horas. horas de vuelo con 7.930 de ellas en el ATR 42.

## Accidente

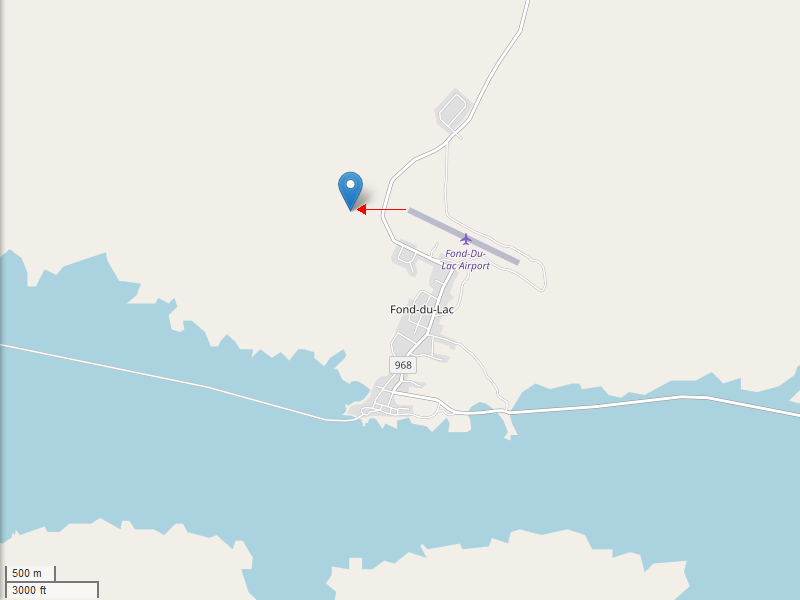
Ubicación del lugar de impactó del vuelo 282 de West Wind Aviation

El accidente tuvo lugar el 13 de diciembre de 2017. Según el pronóstico del tiempo, estaba nublado con temperaturas de hasta -19 °C (-2 °F). A las 6:15 p. m., hora local, la aeronave inició su carrera de despegue desde el aeropuerto de Fond-du-Lac. Durante la etapa de ascenso inicial, la aeronave perdió altitud e impactó contra el terreno a 600 metros (2000 pies) de la pista. Había un rastro de escombros de 800 pies (240 m). La aeronave finalmente se detuvo en posición vertical pero inclinada hacia la derecha. El daño más grave fue en el lado izquierdo de la estructura del avión, donde se rompió cerca de los asientos de la fila 3. No hubo explosión ni incendios en el lugar del accidente, pero los residentes cercanos encontraron fugas de combustible y se apresuraron a realizar trabajos de rescate. 
Los residentes locales iniciaron inmediatamente el trabajo de rescate. Algunos de ellos siguieron los gritos y corrieron al lugar del accidente cerca del aeropuerto, ayudando a la gente a salir. Los pasajeros también lucharon por salvarse. Cuatro de ellos intentaron durante media hora y lograron abrir la puerta de salida de emergencia. Otros pasajeros abandonaron el avión y guiaron a los residentes locales al lugar del accidente. La gente envió alertas a través de Facebook, pidiendo más recursos, y en 10 a 20 minutos llegaron más personas con mantas. En pocas horas, todos los ocupantes de la aeronave fueron rescatados. La Policía Montada del Canadá finalmente se hizo cargo del lugar del accidente. 
Había 25 personas a bordo, incluidos 22 pasajeros, 2 pilotos y 1 asistente de vuelo. Nadie murió inicialmente, pero seis pasajeros y un miembro de la tripulación sufrieron heridas graves, al menos cinco de los cuales fueron transportados al hospital en ambulancia aérea. Los otros 18 ocupantes de la aeronave sufrieron heridas leves. Lamentablemente un pasajero de 19 años murió el 25 de diciembre de 2017 como resultado de sus heridas.

## Investigación
La Junta de Seguridad en el Transporte de Canadá inicio la investigación, con ayuda de la BEA, y con apoyo del fabricante ATR, también con el apoyó de Pratt & Whitney Canada, también enviaron representantes al lugar, los registradores de vuelo fueron recuperados y enviados al laboratorio en Ottawa.
El certificado de operador aéreo de West Wind Aviation fue suspendido el 22 de diciembre de 2017 por Transport Canada, debido a deficiencias en el sistema de control operativo de la empresa. Se les permitió volar nuevamente el 8 de mayo de 2018, después de que Transport Canada dijera que West Wind había abordado las preocupaciones del regulador sobre las deficiencias en el sistema de control operativo de la compañía.
Un año después del accidente, la investigación preliminar realizada por la TSB canadiense envío su reporte final de investigación: 
 "La formación de hielo podría haber contribuido en gran medida al accidente, el aeropuerto de Fond-du-Lac no estaba equipado con el equipo de descongelación adecuado, y el funcionario lo comentó como "seriamente inadecuado". Las encuestas realizadas por TSB también revelaron que al menos el 40% de los pilotos rara vez o nunca descongelan sus aeronaves en aeropuertos remotos. Debido a estos hallazgos, se emitió a Transport Canada una recomendación sobre un mejor procedimiento de deshielo en los aeropuertos canadienses remotos. Posteriormente, los investigadores descartaron la falla del motor como causa probable del accidente."